# Tvåkrona
För det svenska myntet tvåkrona, se svensk krona#Tvåkronan

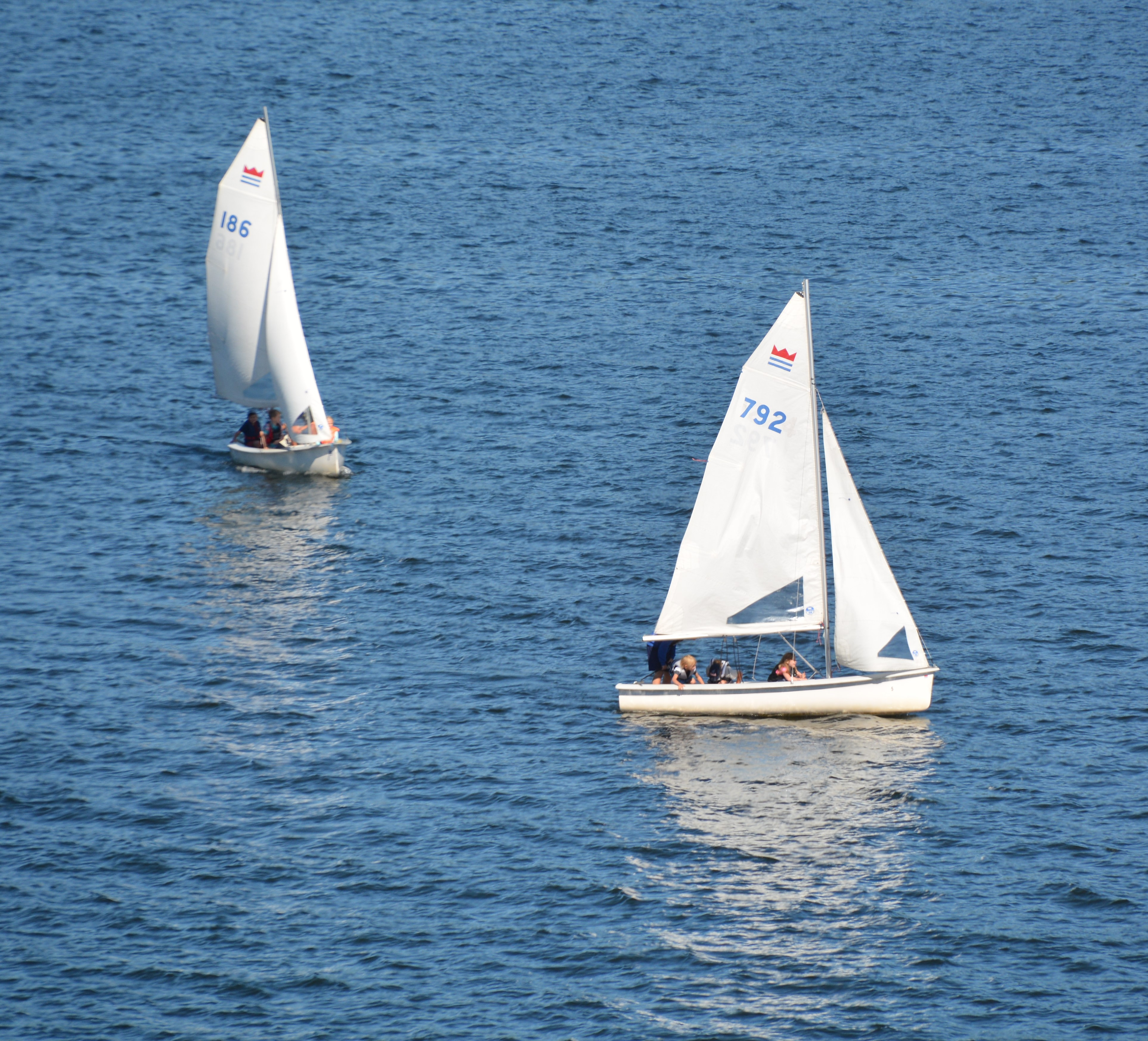
Tvåkronor.

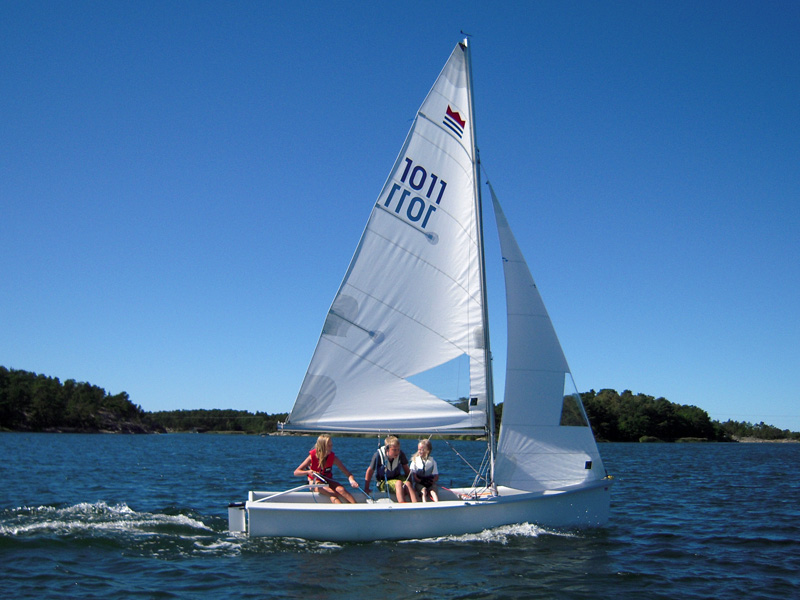
Tvåkrona

2-krona är en dubbelbottnad segeljolle för en till tre personer. Den används ofta i tävlingsformen matchracing. Båten är populär hos scoutkårer, seglarskolor och liknande tack vare sina egenskaper som lättseglad och säker.
2-kronan är konstruerad av Erik Thorsell. År 1989 provseglade han för första gången båten och 1991 inleddes serietillverkningen. 1997 var 2-kronan Sveriges mest sålda segelbåt. Något år därefter godkände Svenska Seglarförbundet 2-kronans klassregler, vilket var startskottet för SM i 2-krona.
År 2021 var 2-kronan största SM-klass för flermansjollar. Sedan år 2022 tillverkas 2-kronan av Krona Varv AB. Krona Varv är en del av Alleman-koncernen, som köpte formarna och rättigheterna till jollen efter Erik Thorsells bortgång.